# Kirian Mirabet i Vidiella
Kirian Mirabet i Vidiella   (Barcelona, 21 de febrer de 1995) és un pilot d'enduro català. De jove va destacar en competicions d'enduro estatals i internacionals i, d'ençà del 2020, ha centrat la seva carrera en la generació de continguts per a les xarxes socials, on els vídeos de pilotatge extrem que hi publica han esdevingut virals. Pilot oficial d'Honda Motor Europe España, es dedica a recórrer el món per a filmar vídeos on se'l veu conduint de forma espectacular una Honda Africa Twin CRF1100L, un projecte que ha titulat La Aventura Inifinita de los Sueños.
Nascut a Barcelona, Kirian Mirabet viu a Begur, Baix Empordà.

## Trajectòria esportiva
De petit, Mirabet va provar diversos esports fins que, a l'edat de deu o onze anys, va triar el motociclisme. Poc després va començar a competir-hi i el 2008 va debutar al Campionat de Catalunya infantil, que guanyà. A 16 anys va ingressar a l'equip júnior que havia muntat a Avià Marc Coma. El 2012 va guanyar el Trofeo Nacional d'enduro de la RFME i el 2013, el Campionat d'Espanya Júnior. El 2014 va acabar en la tercera posició absoluta a la categoria E1 del campionat estatal i va obtenir resultats destacats al Campionat del Món d'Enduro Júnior (EJ).
El 2015, Mirabet fitxà per KTM i la temporada següent per Sherco, amb la qual participà durant dues temporades al campionat del món d'EJ. Entre el 2015 i el 2017 va patir diverses fractures que van estar a punt de posar fi a la seva carrera. De cara al 2018, la RFME va muntar un equip júnior dirigit per Ivan Cervantes per a disputar el mundial d'enduro EJ, format pels quatre millors júniors de l'estat: Kirian Mirabet, qui canvià de Sherco a Honda, Enric Francisco amb KTM, Alonso Trigo amb Sherco i el valencià Tosha Schareina amb Husqvarna. Al campionat Júnior-1, per a motos de fins a 250 cc, Mirabet va acabar en tercera posició final després d'haver obtingut una victòria i 6 podis.
La temporada del 2019, Mirabet canvià de categoria i va debutar en el Mundial d'EnduroGP.

## Iniciatives
Durant uns anys, Mirabet va obrir i gestionar una escola de motocròs a Colòmbia. Més tard, arran de la pandèmia del COVID-19, en trobar-se sense possibilitat de competir i sense públic, va endegar diverses iniciatives per tal de mantenir els patrocinadors que li donaven suport econòmic, fins que se li acudí de gravar els vídeos amb l'Honda Africa Twin (unes filmacions espectaculars on se'l veia, per exemple, escalant una roca de gairebé dos metres d'alçada amb la seva moto de 240 kg). L'èxit de la iniciativa va fer que, de cara al 2022, Mirabet decidís recórrer el món per a filmar un vídeo d'aquesta mena cada mes en un país diferent. Va promocionar el seu projecte amb el nom de La Aventura Inifinita de los Sueños.

## Palmarès
- Guanyador del Trofeo Nacional d'enduro de la RFME (2012)
- Campió d'Espanya d'enduro Júnior (2013)
- Tercer al Campionat del món d'enduro Júnior (2018)